# Sofía Acedo Reyes
Sofía Acedo Reyes, née le 24 septembre 1985, est une femme politique espagnole membre du Parti populaire (PP).

## Biographie

### Vie privée
Elle est célibataire.

### Activités politiques
Lors des élections générales de 2008, elle se présente comme suppléante de Manuel Vizcaíno, placé en troisième position sur la liste sénatoriale du parti à Cadix. Elle est députée à l'Assemblée de Melilla à partir de 2011.
Le 20 décembre 2015, elle est élue sénatrice pour Melilla au Sénat et réélue en 2016.